# Weihnachtswein
Weihnachtswein ist eine österreichische Bezeichnung für einen Wein, dessen Trauben am 24. Dezember oder 25. Dezember, dem Weihnachtsfest, gelesen wurden. Früher wurden Weine aus am Heiligen Abend gelesenen Trauben als Christwein bezeichnet. Üblicherweise handelt es sich um Eisweine oder Trockenbeerenauslesen.